# Európai Filmdíj a legjobb látványtervezőnek
A legjobb látványtervező (angolul: Best European Production Designer elismerés az 1988-ban alapított Európai Filmdíjak egyike, amelyet az Európai Filmakadémia ítél oda az év európai filmterméséből legjobbnak tartott látvány- és díszlettervezői munkának. A díjátadóra felváltva Berlinben, illetve egy-egy európai városban megrendezett gála keretében kerül sor minden év végén.
Az Európai Filmdíjat 1996-ig Felix-díj néven ítélték oda, így a díj nevében is ez szerepelt. Az Akadémia megalakulása előtti díjátadón, 1988-ban a filmzeneszerzők, díszlettervezők és operatőrök munkáját közösen értékelték a különleges látvány díja (Special Aspect Award) elnevezésű kategóriában, melyet végül is díszlettervezők nyertek. Az 1990-es évek elején e kategóriában együtt értékelték egy-egy alkotás díszlet- és jelmeztervezőit.
1989-ben, illetve 1993-tól 2004-ig, valamint 2006 és 2009 között e kategóriában nem osztottak ki díjat, ugyanakkor 2006-ban az Európai Filmakadémia díja művészi hozzájárulásért címen díjazták Michel Gondry Az álom tudománya című alkotásának látványtervezőit. 1990-től 2004-ig a díj neve az év legjobb látványtervezője volt; 2005-től viseli mai nevét.
A díjazottak kiválasztásának, a díj adományozásának gyakorlata az idők folyamán többször változott. Míg régebben a többi egyéni kategóriához hasonlóan egy 2-6 fős előzetes jelölés után az EFA-tagok szavaztak a díjazottról, 2013 óta a legjobb látványtervező díjra nem lehet jelölni. Az elismerésben részesítendő alkotóról egy héttagú külön zsűri dönt, azon filmek látvány- és díszlettervezői közül, amelyek szerepelnek az Európai Filmdíjra számításba vett alkotások listáján. A zsűri összetétele a következő:
1. egy filmrendező,
2. egy operatőr,
3. egy látványtervező vagy jelmeztervező,
4. egy zeneszerző vagy hangzástervező,
5. egy filmvágó,
6. egy filmproducer,
7. egy fesztiváligazgató.

A díjra csak olyan jelöltek jöhetnek számításba, akik Európában születtek, illetve európai állampolgárok (európai állam útlevelével rendelkeznek).

## Díjazottak és jelöltek
| „Díjazott” – szürkéskék háttérrel   |
| „Jelölt” – világos szürke háttérrel |

### 1980-as évek
| Év                                                       | Nyertesek és jelöltek                    | Magyar címe                               | Eredeti címe              |
| -------------------------------------------------------- | ---------------------------------------- | ----------------------------------------- | ------------------------- |
| 1988                                                     |                                          |                                           |                           |
| Gogi Alekszi-Meszhisvili Niko Zandukeli Sota Gogolasvili | Asik Kerib                               | Asik-Kerib (Ашик-Кериб) / Asug-Karibi     |                           |
| Félix Murcia                                             | Asszonyok a teljes idegösszeomlás szélén | Mujeres al borde de un ataque de nervios) |                           |
| 1989                                                     | A díjat nem osztották ki.                | A díjat nem osztották ki.                 | A díjat nem osztották ki. |

### 1990-es évek
| Év                                                                         | Nyertesek és jelöltek                         | Magyar címe                                        | Eredeti címe |
| -------------------------------------------------------------------------- | --------------------------------------------- | -------------------------------------------------- | ------------ |
| 1990                                                                       |                                               |                                                    |              |
| Ezio Frigerio (díszlet) Franca Squarciapino (jelmez)                       | Cyrano de Bergerac                            | Cyrano de Bergerac                                 |              |
| Jan Roelfs (díszlet) Ben van Os (díszlet) Jean-Paul Gaultier (jelmez)      | A szakács, a tolvaj, a feleség és a szeretője | The Cook the Thief His Wife & Her Lover            |              |
| Jurij Pasigorjev                                                           | Dermedj meg, halj meg, támadj fel!            | Zamri, umri, voszkreszni! (Замри, умри, воскресни) |              |
| 1991                                                                       |                                               |                                                    |              |
| Miljen Kreka Kljakovic (díszlet és jelmez) Valérie Pozzo di Borgo (jelmez) | Delicatessen                                  | Delicatessen                                       |              |
| 1992                                                                       |                                               |                                                    |              |
| Rikke Jelier                                                               | Északiak                                      | De Noorderlingen                                   |              |
| 1993 és 1999 között nem osztottak ki díjat.                                |                                               |                                                    |              |

### 2000-es évek
| Év                                          | Nyertesek és jelöltek                      | Magyar címe                      | Eredeti címe |
| ------------------------------------------- | ------------------------------------------ | -------------------------------- | ------------ |
| 2000 és 2004 között nem osztottak ki díjat. |                                            |                                  |              |
| 2005                                        |                                            |                                  |              |
| Aline Bonetto                               | Hosszú jegyesség                           | Un long dimanche de fiançailles  |              |
| Peter Grant                                 | Manderlay                                  | Manderlay                        |              |
| Jana Karen                                  | Sophie Scholl – Aki szembeszállt Hitlerrel | Sophie Scholl – Die letzten Tage |              |
| 2006                                        |                                            |                                  |              |
| Pierre Pell Stéphane Rosenbaum              | Az álom tudománya                          | La science des rêves             |              |
| 2007 és 2009 között nem osztottak ki díjat. |                                            |                                  |              |

### 2010-es évek
| Év                          | Nyertesek és jelöltek     | Magyar címe               | Eredeti címe                                     | Ország   | Megjegyzés |
| --------------------------- | ------------------------- | ------------------------- | ------------------------------------------------ | -------- | ---------- |
| 2010                        |                           |                           |                                                  |          |            |
| Albrecht Konrad             | Szellemíró                | The Ghost Writer          |                                                  | [ * 1 ]  |            |
| Paola Bizzarri Luis Ramírez | Én, Don Giovanni          | Io, Don Giovanni          | Ausztria · Olaszország · Spanyolország           |          |            |
| Markku Pätilä Jaagup Roomet | Szent Antal megkísértése  | Püha Tõnu kiusamine       | Észtország                                       |          |            |
| 2011                        |                           |                           |                                                  |          |            |
| Jette Lehmann               | Melankólia                | Melancholia               | Dánia · Svédország · Franciaország               | [ * 2 ]  |            |
| Paola Bizzarri              | Van pápánk!               | Habemus Papam             | Olaszország · Franciaország                      |          |            |
| Antxón Gómez                | A bőr, amelyben élek      | La piel que habito        | Spanyolország                                    |          |            |
| 2012                        |                           |                           |                                                  |          |            |
| Maria Djurkovic             | Suszter, szabó, baka, kém | Tinker Tailor Soldier Spy | Franciaország · Egyesült Királyság · Németország | [ * 3 ]  |            |
| Niels Sejer                 | Egy veszedelmes viszony   | En kongelig affære        | Dánia                                            |          |            |
| Elena Zsukova               | Faust                     | Faust                     | Oroszország                                      |          |            |
| 2013                        |                           |                           |                                                  |          |            |
| Sarah Greenwood             | Anna Karenina             | Anna Karenina             | Egyesült Királyság                               | [ * 4 ]  |            |
| 2014                        |                           |                           |                                                  |          |            |
| Claus-Rudolf Amler          | A sötét völgy             | Das finstere Tal          | Ausztria · Németország                           | [ * 5 ]  |            |
| 2015                        |                           |                           |                                                  |          |            |
| Sylvie Olivé                | Legújabb testamentum      | Le tout nouveau testament | Belgium · Franciaország · Luxemburg              | [ * 6 ]  |            |
| 2016                        |                           |                           |                                                  |          |            |
| Alice Normington            | A szüfrazsett             | Suffragette               | Egyesült Királyság                               | [ * 7 ]  |            |
| 2017                        |                           |                           |                                                  |          |            |
| Josefin Åsberg              | A négyzet                 | The Square                | Svédország · Németország · Franciaország · Dánia | [ * 8 ]  |            |
| 2018                        |                           |                           |                                                  |          |            |
| Andrej Ponkratov            | Nyár                      | Leto (Лето)               | Oroszország · Franciaország                      | [ * 9 ]  |            |
| 2019                        |                           |                           |                                                  |          |            |
| Antxon Gómez                | Fájdalom és dicsőség      | Dolor y gloria            | Spanyolország                                    | [ * 10 ] |            |

### 2020-as évek
| Év              | Nyertesek és jelöltek              | Magyar címe                               | Eredeti címe                                            | Ország   | Megjegyzés |
| --------------- | ---------------------------------- | ----------------------------------------- | ------------------------------------------------------- | -------- | ---------- |
| 2020            |                                    |                                           |                                                         |          |            |
| Cristina Casali | David Copperfield rendkívüli élete | The Personal History of David Copperfield | Egyesült Királyság · Amerikai Egyesült Államok          | [ * 11 ] |            |
| 2021            |                                    |                                           |                                                         |          |            |
| Ágh Márton      | Természetes fény                   | Természetes fény                          | Magyarország · Lettország · Franciaország · Németország | [ * 12 ] |            |
| 2022            |                                    |                                           |                                                         |          |            |
| Jim Clay        | Belfast                            | Belfast                                   | Egyesült Királyság · Írország                           | [ * 13 ] |            |
| 2023            |                                    |                                           |                                                         |          |            |
| Emita Frigato   | A kiméra                           | La chimera                                | Olaszország                                             | [ * 14 ] |            |
| 2024            |                                    |                                           |                                                         |          |            |
| Jagna Dobesz    | Lány a tűvel                       | Pigen med nålen                           | Dánia · Lengyelország · Svédország                      | [ * 15 ] |            |

Jegyzetek
1. 1 2  „Európai” alatt az Európai Filmakadémia a földrész földrajzi értelemben vett államainak összességét érti, függetlenül attól, hogy az Európai Unió tagjai vagy sem, kiegészítve Izraellel és Palesztinával.
2. ↑  Az EFA szabályzata szerint „európai filmalkotásnak” az számít, amelyik megfelel az  Európai Filmkoprodukciós Egyezményt (European Convention on Cinematographic Co-production) II. függelékébe foglalt, az alkotói, előadói, valamint műszaki és szakértői csoportok tagjainak összetételére vonatkozó feltételeknek és a rendező európai születésű vagy európai állampolgár.
3. ↑  A 28. Európai Filmdíj előírásai
4. ↑  Az operatőrök, a díszlettervezők és a filmzeneszerzők közös, különleges látvány díja elnevezésű kategóriájának győztesei.
5. ↑  2006-ban e kategóriában nem jelöltek és díjaztak látványtervezőt, ugyanakkor Európai Filmakadémia díja művészi hozzájárulásért címen díjazták a film látványtervezőit.

Hivatkozások
1. ↑  2010: The 23rd European Film Awards. europeanfilmacademy.org. (angolul) Berlin: European Film Academy (2010)  (Hozzáférés: 2016. május 15.) arch
2. ↑  2011: The 24th European Film Awards:. europeanfilmacademy.org. (angolul) Berlin: European Film Academy (2011)  (Hozzáférés: 2016. május 15.) arch
3. ↑  European Film Awards Winners 2012. europeanfilmacademy.org. (angolul) Berlin: European Film Academy (2012)  (Hozzáférés: 2016. május 15.) arch
4. ↑  European Film Awards 2013. europeanfilmacademy.org. (angolul) Berlin: European Film Academy (2013)  (Hozzáférés: 2016. május 15.) arch
5. ↑  The European Film Awards – Archive: Winners 2014. europeanfilmacademy.org. (angolul) Berlin: European Film Academy (2014)  (Hozzáférés: 2016. május 5.) arch
6. ↑  The European Film Awards – Archive: Winners 2015. europeanfilmacademy.org. (angolul) Berlin: European Film Academy (2015)  (Hozzáférés: 2016. május 5.) arch
7. ↑  The European Film Awards: 2016 Winners. europeanfilmacademy.org. (angolul) Berlin: European Film Academy (2017)  (Hozzáférés: 2017. december 10.) arch
8. ↑  The European Film Awards: 2017 Winners. europeanfilmacademy.org. (angolul) Berlin: European Film Academy (2017)  (Hozzáférés: 2018. november 23.) arch
9. ↑  Winner 2018 (angol nyelven). European Film Academy, 2018. december 15. [2018. december 15-i dátummal az eredetiből archiválva]. (Hozzáférés: 2018. december 15.)
10. ↑  Jury unveils first eight EFA winners (angol nyelven). European Film Academy, 2019. november 19. [2019. november 20-i dátummal az eredetiből archiválva]. (Hozzáférés: 2019. november 20.)
11. ↑  The EFA Excellence Awards Winners 2020 (angol nyelven). European Film Academy, 2020. december 9. [2020. december 9-i dátummal az eredetiből archiválva]. (Hozzáférés: 2020. december 9.)
12. ↑  Jury unveils eight winners (angol nyelven). European Film Academy, 2021. november 16. [2021. november 16-i dátummal az eredetiből archiválva]. (Hozzáférés: 2021. november 16.)
13. ↑  The European Film Academy announces the winners of the Excellence Awards (angol nyelven). cineuropa.org. Cineuropa, 2022. november 23. [2022. november 23-i dátummal az eredetiből archiválva]. (Hozzáférés: 2023. november 23.)
14. ↑  EFA: These are the winners of the Excellence Awards 2023 (angol nyelven). europeanfilmacademy.org. European Film Academy, 2023. november 30. [2023. november 30-i dátummal az eredetiből archiválva]. (Hozzáférés: 2023. november 30.)
15. ↑  EFA: Here come the winners of the Excellence Awards 2024! (angol nyelven). europeanfilmacademy.org. European Film Academy, 2024. november 13. [2024. november 13-i dátummal az eredetiből archiválva]. (Hozzáférés: 2024. november 13.)